# Ella Campbell
Pour les articles homonymes, voir Campbell.
Ella Campbell, née le 28 octobre 1910 à Dunedin en Nouvelle-Zélande, morte le 24 juillet 2003 à Palmerston North, est une botaniste néo-zélandaise.
Experte en bryophytes (mousses), elle publie un total de 130 articles scientifiques sur les hépatiques, les cornées, les orchidées et les zones humides.
Elle est en 1945 la première femme membre du corps professoral du Massey Agricultural College, actuellement l'université Massey. Après avoir pris sa retraite de l'enseignement en 1976, elle continue à faire des recherches et à publier pendant encore vingt ans, pour finalement prendre sa retraite définitive en 2000, à 90 ans.
L'herbier de l'université de Massey est rebaptisé en 2003 Herbier Dame Ella Campbell en son honneur.

## Biographie

### Jeunesse, formation
Ella Orr Campbell naît à Dunedin en octobre 1910. Elle est l'aînée des cinq enfants d'Orr Campbell, un entrepreneur en construction, et d'Agnes (née Kinder) Campbell. Sa mère avait étudié la pharmacie à l'université d'Otago et sa tante, Jane, fut l'une des premières femmes à obtenir un diplôme de médecine en Nouvelle-Zélande.
L'intérêt d'Ella Campbell pour la botanique date des promenades qu'elle fait enfant avec son père ; elle est également influencée par une amie de la famille, botaniste, Helen Kirkland Dalrymple,.

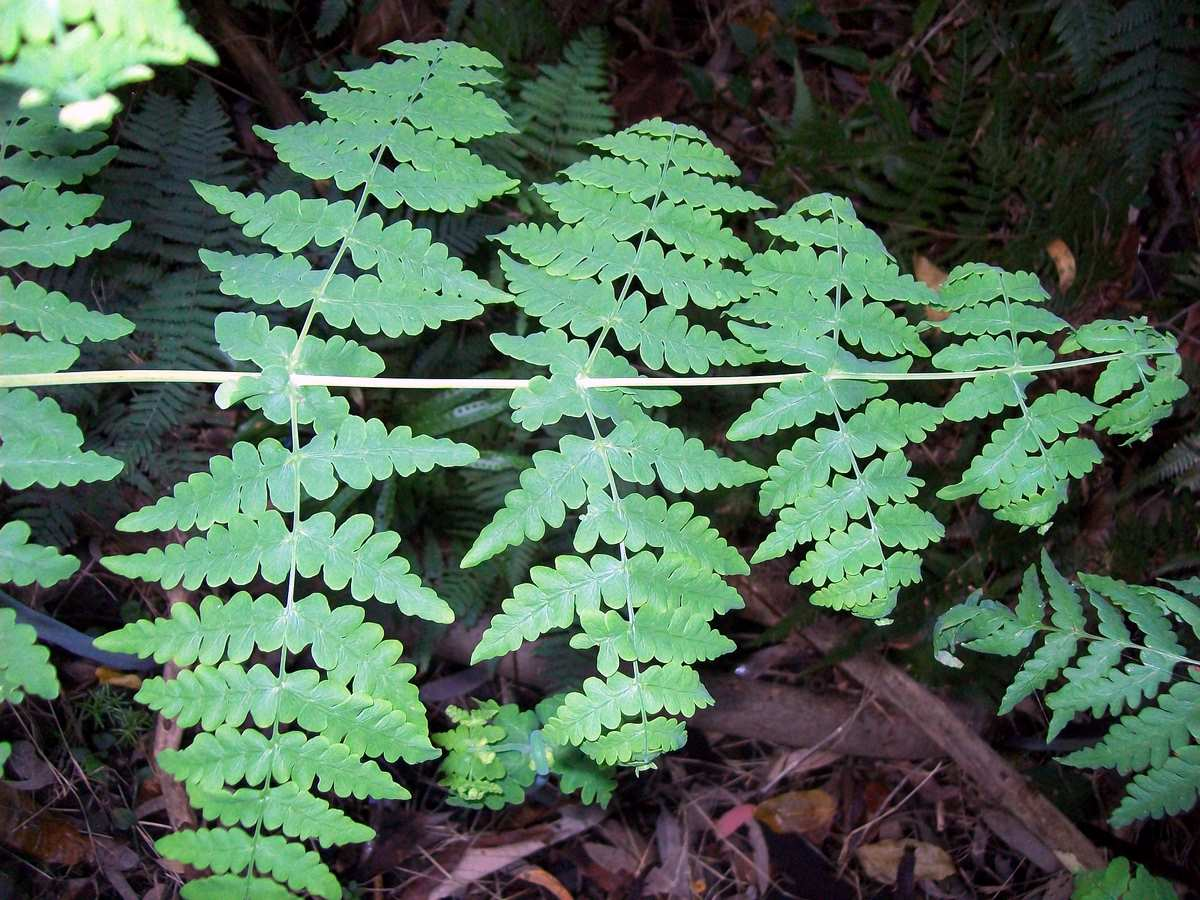
Fougère Histiopteris incisa.

Elle effectue ses études à l'Otago Girls' High School à Dunedin dont elle obtient le diplôme. Elle poursuit par deux ans d'études au Dunedin Teachers' Training College. Elle s'inscrit en parallèle à l'Université d'Otago. Elle obtient son diplôme d'enseignement en 1930. En 1931, elle entre au département de botanique de l'Université d'Otago pour étudier auprès de John Ernest Holloway. Elle obtient sa maîtrise en botanique avec mention très bien en 1934,. Sa thèse, « Le développement embryonnaire et stélaire d'Histiopteris incisa », est publiée en 1936 dans Transactions of the Royal Society of New Zealand.

### Carrière scientifique
Après l'obtention de son diplôme, Ella Campbell enseigne d'abord au lycée pour filles Waitaki à Oamaru pendant un an, puis elle devient maître de conférences adjointe en botanique à l'Université Victoria de Wellington. Elle retourne en 1936 à l'Université d'Otago, et travaillant alors de nouveau aux côtés de Holloway. Elle y reste jusqu'en 1944, quand Holloway prend sa retraite. Elle a appris à parler allemand et donne une conférence dans cette langue au Jardin botanique de Berlin.
Ella Campbell devient en mars 1945 la première femme membre du corps professoral du Massey Agricultural College, aujourd'hui l'université Massey,. Ella Campbell est co-autrice du manuel Agricultural Botany, publié pour la première fois en 1954, réédité en 1960 et réimprimé pour la dernière fois en 1997.
Elle donne des conférences sur la morphologie et l'anatomie des plantes, et elle organise et dirige des voyages de recherche sur la Himatangi Beach, sur l'île de Kapiti et dans le parc national de Tongariro.
Ses projets de recherche portent sur l'étude des mycorhizes liées aux orchidées et la recherche sur les bryophytes, en particulier la taxonomie et la morphologie des hornworts et des hépatiques thalloïdes. Elle mène également des travaux de recherche internationaux, avec des voyages à l'Université de Cambridge en Angleterre, à Singapour, en Inde, au Népal, en Australie, en Malaisie, au Japon, aux États-Unis, et au Canada.

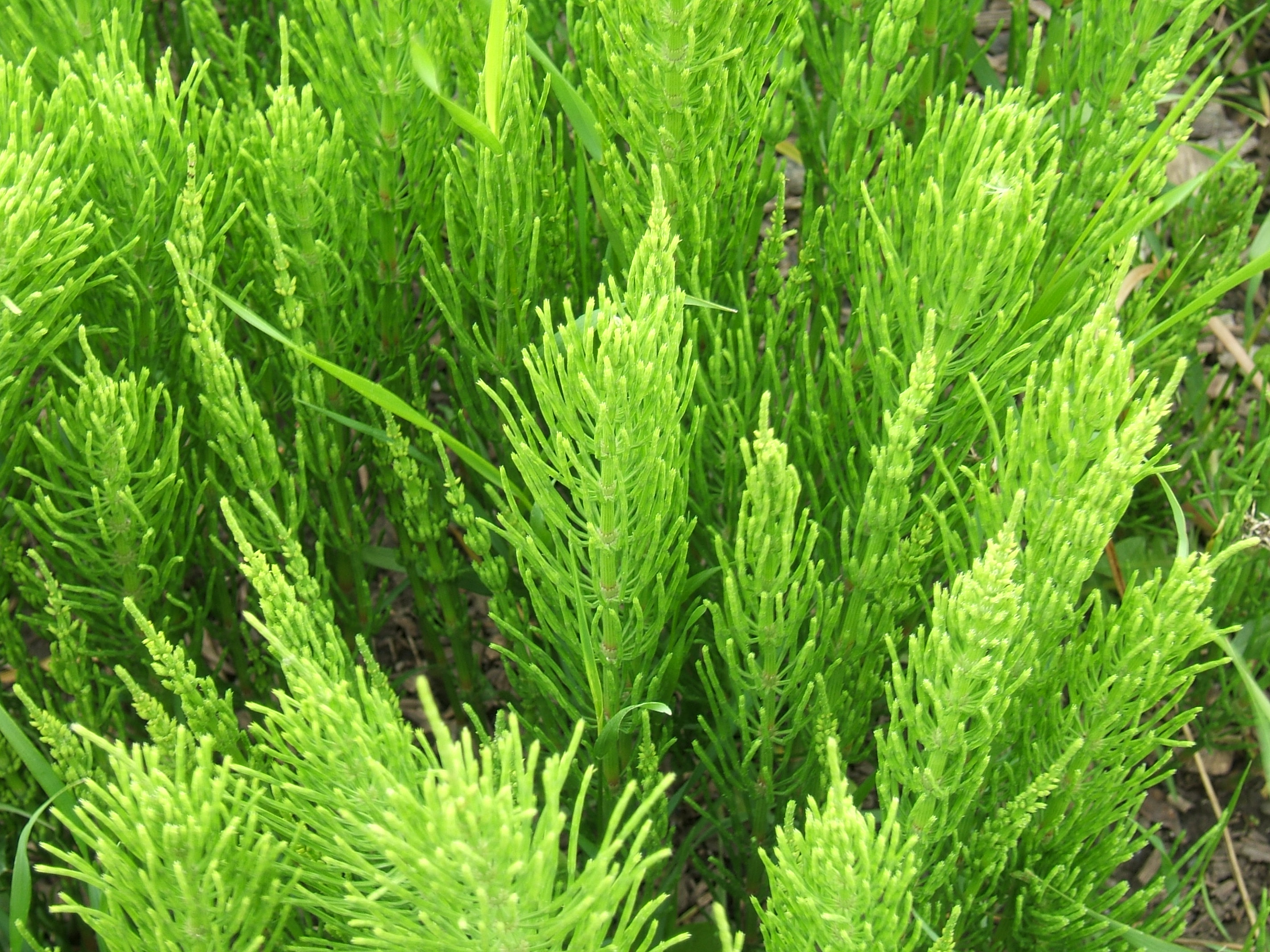
Feuillage d'Equisetum arvense.

L'Université d'Otago décerne en 1976 à Campbell le diplôme de doctorat en sciences mais elle prend officiellement sa retraite cette même année. Elle reste cependant à l'université à titre honoraire et poursuit ses recherches. Ses principales publications au cours de cette période sont les résultats de ses travaux sur les ordres d'hépatiques Metzgeriales et Marchantiales, ainsi que plusieurs travaux sur les hornworts de Nouvelle-Zélande qui comprennent un examen des détails visibles uniquement au microscope électronique à balayage et au microscope électronique en transmission.
Ella Campbell publie en 1978 sa découverte selon laquelle l'Equisetum arvense (prêle des champs) poussant sur les pépinières de Palmerston North est une espèce envahissante, après des années où les autres botanistes pensaient qu'il s'agissait d'une plante ornementale. Elle mène également des recherches sur la flore unique des tourbières.
Au moment de son 80e anniversaire, Ella Campbell avait publié 37 articles scientifiques sur les hépatiques, 14 sur les orchidées, 5 sur les zones humides et 10 sur d'autres sujets. Elle a écrit aussi des articles de renommée internationale sur les « associations mycorhiziennes des orchidées terrestres mycotrophes achlorophylles de Nouvelle-Zélande, Gastrodia cunninghamii, G. aff. sesamoides, G. minor, Molloybas cryptanthus et Danhatchia australis ». Elle continue à faire des recherches et à publier en tant qu'associée de recherche honoraire pendant plus de vingt ans, prenant sa retraite en 2000 à 90 ans. Le 4 avril 2003, l'herbier qu'elle a créé et enrichi à Massey est rebaptisé Herbier Dame Ella Campbell lors d'une cérémonie à laquelle elle assiste,.

### Autres activités
Ella Campbell est membre fondatrice de la Manawatu Orchid Society ; elle est aussi juge du Orchid Council of New Zealand de 1978 à 2002. Elle fait partie de la Société botanique de Nouvelle-Zélande. Elle est également membre honoraire du Soroptimists International, après avoir été la première présidente de la section de Palmerston North.
Ella Campbell est par ailleurs une passionnée de hockey sur gazon depuis ses années universitaires. Elle joue pour l'équipe du Dunedin Teachers' Training College et elle est capitaine de l'équipe de l'Université de Nouvelle-Zélande et de l'équipe féminine de hockey d'Otago. Elle remporte trois blues universitaires, en 1931, en 1933 et en 1934. Elle participe à la création d'une équipe féminine de hockey à Palmerston North et elle est l'entraîneuse de l'équipe de hockey féminin de l'Université Massey. Elle est également membre du Conseil néo-zélandais du hockey féminin.

### Reconnaissance
Les principales récompenses décernées à Ella Campbell sont sa nomination au titre de membre du Royal New Zealand Institute of Horticulture (1976), la médaille Massey de l'Université Massey (1992) et sa nomination comme Dame Compagnon de l'Ordre du mérite de Nouvelle-Zélande, pour services rendus à science, dans le cadre des honneurs du Nouvel An 1997,. En 2017, Campbell est choisie parmi les « 150 femmes en 150 mots » de la Société royale de Nouvelle-Zélande célébrant les contributions des femmes de savoir en Nouvelle-Zélande.

### Vie privée, décès
Ella Campbell ne s'est jamais mariée et n'a pas eu d'enfants.
Elle est diagnostiquée d'un cancer du sein en 1980 et subit une mastectomie. En juin 2001, elle quitte son domicile de Palmerston North pour une maison de retraite. Elle y meurt à 92 ans le 24 juillet 2003. Ses cendres sont inhumées avec celles de sa famille au cimetière Andersons Bay, à Dunedin.